# بيتر بولانسكي
بيتر بولانسكي (بالإنجليزية: Peter Polansky) مواليد 15 يونيو 1988 في أونتاريو، كندا، هو لاعب كرة مضرب كندي بدأ مسيرته كمحترف سنة 2006 يلعب باليد اليمنى ويحتل حالياً المرتبة رقم. 542 (مارس 7, 2016) في تصنيف رابطة محترفي كرة المضرب. أعلى تصنيف له في الفردي كان المركز الـ 122 في سنة 2014.

## روابط خارجية
- بيتر بولانسكي على موقع رابطة محترفي التنس (الإنجليزية)
- بيتر بولانسكي على موقع الاتحاد الدولي لكرة المضرب (الإنجليزية)
- بيتر بولانسكي على موقع كأس ديفيز (الإنجليزية)
- بيتر بولانسكي على موقع خلاصة التنس.كوم (الإنجليزية)
- بيتر بولانسكي على موقع إي إس بي إن.كوم (الإنجليزية)
- بيتر بولانسكي على موقع اللجنة الأولمبية الكندية (الإنجليزية)